# BTS World
BTS World là một trò chơi video di động Hàn Quốc được phát triển bởi Takeone Company Corp và được sản xuất bởi Netmarble. Người chơi sẽ đóng vai trò là người quản lý của BTS, trải qua nhiều hành trình khác nhau với từng thành viên trong số 7 thành viên từ năm 2012, trước khi nhóm ra mắt, đến năm 2019.

## Lối chơi
BTS World là một trò chơi điện tử theo phong cách visual novel, trong đó phần lớn câu chuyện dựa vào việc nhấp chuột thông qua các tương tác giữa người dùng và các nhân vật trong trò chơi. Trò chơi dựa trên các cuộc trò chuyện và lựa chọn ảnh hưởng đến các chương sau. Người chơi cũng có thể tạo kiểu cho các nhân vật và chơi một trò chơi bài để đạt được một số điểm cụ thể.
Trò chơi sử dụng ảnh thật và bản ghi âm giọng nói của các thành viên BTS. Trang web chính thức của nó có các phòng trưng bày hình ảnh và video của những thành viên như các nhân vật trong trò chơi.
Một chế độ khác, được gọi là "Another Story", có lối chơi tương tự nhưng có những câu chuyện khác nhau, vì mỗi người trong số họ tập trung vào người chơi và chỉ có một thành viên của BTS như thể họ không ở cùng nhau vào thời điểm đó.

## Nhân vật
Dựa trên các mô tả trên trang web chính thức của trò chơi, có 7 nhân vật khác nhau trong "Another Story".
| Tên                      | Nghề nghiệp                        |
| ------------------------ | ---------------------------------- |
| Kim Namjoon (RM)         | Sinh viên văn học và viết sáng tạo |
| Kim Seokjin (Jin)        | Thực tập sinh khách sạn            |
| Min Yoongi (Suga)        | Sinh viên piano                    |
| Jeong Hoseok (J-Hope)    | Sinh viên thú y                    |
| Park Jimin (Jimin)       | Học sinh trung học                 |
| Kim Taehyung (V)         | Học sinh trung học                 |
| Jeon Jeongguk (Jungkook) | Học sinh trung học                 |

## Phát triển
Có thông tin cho rằng BTS World đã được phát triển trong 2 năm. Netmarble tuyên bố rằng cộng đồng người hâm mộ mạnh mẽ của nhóm "dẫn đến một thị trường tiềm năng tốt để tạo ra một trò chơi hoàn toàn mới." Trò chơi dựa trên tính cách thật của các thành viên.

## Truyền thông
Trước khi phát hành, trò chơi đã nhận được sự phủ sóng truyền thông đáng kể. CNBC cho biết trò chơi "sẽ mang lại cơ hội cho các giao dịch vi mô" MTV báo cáo cho những người không quen thuộc với nhóm, "trò chơi có thể trở thành một công cụ học tập mạnh mẽ cho bất kỳ ai mới bắt đầu nghe nhạc của họ."

## Giải thưởng
| Năm  | Giải thưởng                            | Hạng mục                        | Kết quả   | Nguồn  |
| ---- | -------------------------------------- | ------------------------------- | --------- | ------ |
| 2019 | Golden Joystick Awards                 | Trò chơi di động của năm        | Đoạt giải | [ 9 ]  |
| 2019 | Google Play Korea Users' Choice Awards | Trò chơi do người dùng lựa chọn | Đề cử     | [ 10 ] |
| 2019 | Korea Game Awards                      | Trò chơi xuất sắc nhất          | Đoạt giải | [ 11 ] |

## Nhạc nền
Trò chơi có âm nhạc gốc của nhóm. Album nhạc phim đi kèm, BTS World: Original Soundtrack, đã được phát hành trên toàn thế giới vào ngày 28 tháng 6 năm 2019.
Nhạc phim có 3 đĩa đơn hợp tác, bao gồm "Dream Glow" của Jin, Jimin và Jungkook với ca sĩ người Anh Charli XCX (ngày 7 tháng 6),  "A Brand New Day" bởi J-Hope và V với ca sĩ người Thụy Điển Zara Larsson (ngày 14 tháng 6), và "All Night" bởi RM và Suga với rapper người Mỹ Juice Wrld (ngày 21 tháng 6). Vào ngày 26 tháng 6, bài hát chủ đề chính thức của trò chơi và bài hát chủ đề của album nhạc phim, "Heartbeat", đã được tiết lộ trong trò chơi sau khi phát hành.